# Пологи

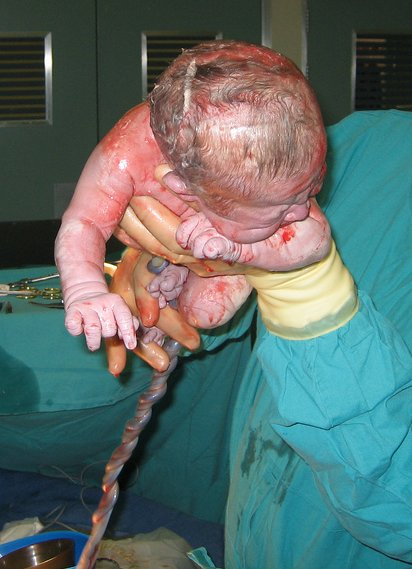
Щойно народжена дитина з неперерізаною пуповиною

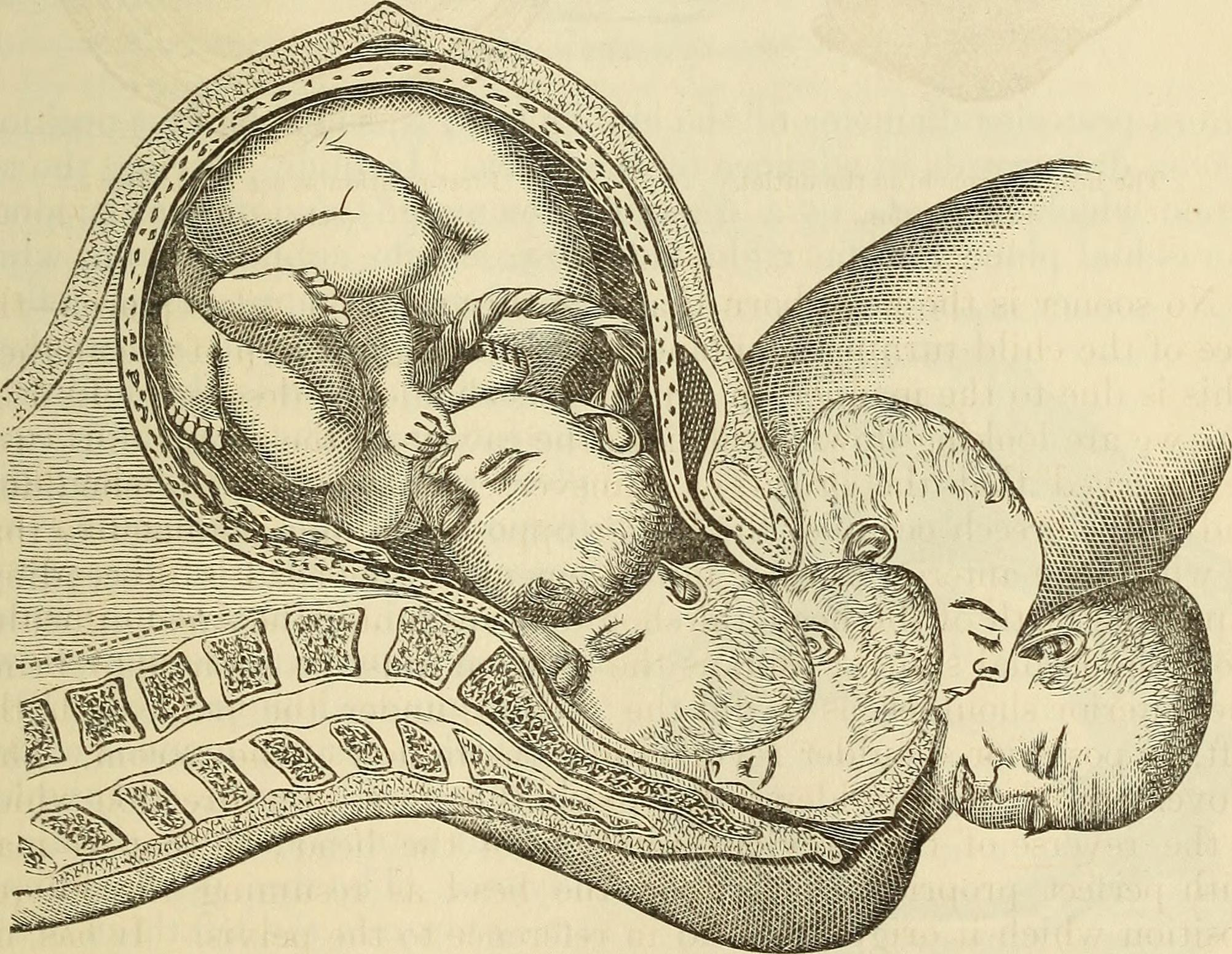
Проходження плоду через родові шляхи

Поло́ги (англ. Childbirth) — фізіологічний процес завершення вагітності виходом з тіла вагітної жінки зрілого плоду (народження дитини) і плаценти та зародкових оболонок (народження плаценти) через родові шляхи. Тривають від 12 до 20 годин, мають значний ризик ускладнень і є основною причиною материнської смертності. При ризику ускладнень чи їх виникненні в пологах показаний кесарів розтин.
ВООЗ описує післяпологовий період як найбільш критичний і водночас найбільш занедбаний етап у житті матерів і немовлят. Більшість смертей матерів і новонароджених припадає на післяпологовий період. Через 2 до 6 тижнів після пологів 87—94 % жінок повідомляють про принаймні одну проблему зі здоров'ям. Про тривалі проблеми зі здоров'ям (зберігаються після півроку по пологах) повідомляють 31 % жінок.

## Етимологія
Серед українських синонімів слова пологи: розм. роди́ни, діал. ро́диво.

## Періодизація
Пологи у жінок за нормальних умов відбуваються наприкінці 40-го тижня вагітності (строкові, або своєчасні пологи). 
- Пологи після 28 тижня вагітності називають передчасними. Передчасні пологи зумовлені неправильною імплантацією зиготи, порушенням функції плаценти або травмою. Переривання вагітності між 16 і 28 тижнями називають пізнім абортом.
- Відсутність родової діяльності після закінчення строку пологів на 14 днів є запізнілими пологами[en].

У жінок, що народжують вперше, пологи тривають близько 18—20 годин, у жінок, що народжують повторно — 12—14 годин (тривалість залежить від величини плоду, розмірів тазу жінки, стану родових шляхів).
У пологах розрізняють 3 періоди:
- Розкриття шийки матки під впливом скорочень матки (перейми) і тиску плодового міхура — триває 15—18 годин в перших пологах, 9—12 годин  у повторних;
- Вигнання плоду — продовжуються скорочення матки, що супроводиться потугами, передлежача частина плода (найчастіше голова) розтягує зовнішні геніталії, і плід народжується (через 3—5 хвилин після народження перерізають пуповину);
- Народження посліду — через 20—40 хвилин після народження плоду виходить плацента.

Передчасні, запізнілі та пологи з патологічними станами називаються ускладненими.
Після пологів настає післяпологовий період, коли можливі післяпологові ускладнення.

## Підготовка до пологів
Підготовчі заходи проводять із самого початку вагітності, особливо за 4 тижні та під час пологів.
Психопрофілактика перед абортом знімає психогенний компонент родового болю, зменшує страх перед пологами та сприяє формуванню уявлення про фізіологію процесу. Під час вагітності виявляють відношення жінки до вагітності, обстановку вдома та готовність до материнства. 
Зазвичай з 35-36-го тижня вагітності проводять спеціальні заняття, під час яких жінка знайомиться з перебігом пологів та навчається правильній поведінці й прийомам, що сприяють знеболенню пологів. Жінку знайомлять з порядком та обстановкою у пологовому будинку та повідомляють про обов'язкові та можливі маніпуляції під час пологів (зовнішнє та внутрішнє дослідження, вливання глюкози, вдихання кисню тощо).

## Знеболення пологів
Для зниження больових відчуттів у І періоді пологів рекомендують: спокійно лежати, під час переймів глибоко та ритмічно дихати, поєднувати вдих та видих з легким погладжуванням нижньої половини живота кінчиками пальців рук від середньої лінії живота над вульвою назовні та вверх до дна матки, погладжувати шкіру у попереково-крижовій ділянці у поєднанні з диханням, притискати шкіру до внутрішньої поверхні гребінця клубової кістки в обох передньоверхніх остей та у зовнішніх кутів попереково-крижового ромба, рахувати перейми, у паузі між переймами відпочивати та за можливості дрімати.
Медикаментозне знеболення пологів застосовують за відсутності ефекту від психопрофілактичної підготовки, а також жінкам, які її не пройшли. Знеболення проводять при нормальному перебігу пологів при відкритті зіву на 2-3 пальці.

## Ускладнення пологів
Патологічними пологами, які є фактором післяпологових ускладнень, вважаються:
- Передчасні пологи (народження незрілого плоду),
- Запізнілі пологи[en] (переношена вагітність),
- Пологи, які супроводжуються або яким передували нефропатія, прееклампсія та еклампсія;
- Пологи у жінок з анатомічним ураженням клапанів серця, м'язів серця та ниркових лоханок, базедовою хворобою, діабетом, малярією, хронічним паренхіматозним ураженням печінки за вираженим порушенням функції;
- Дистоція плеча[en] у плоду;
- Пологи у жінок, над якими було здійснено операції з калічення геніталій (такі як зшивання вульви);
- Пологи з кровотечею, що викликає вторинну анемію (гемоглобін нижче 83 г/л) та супутні їй захворювання;
- Пологи, що супроводжуються розривом матки[en], глибокими розривами шийки матки, розривом промежини III ступеню, розходженням лонного зчленування;
- Пологи, що супроводжуються кесаревим розтином та іншими операціями, накладанням щипців, класичним та комбінованим поворотом на ніжку, вилученням плоду за тазовий кінець, плодопорушуючими операціями та ручним видаленням посліду;

### Передчасні пологи
Пологи після 28-го та до 39-го тижня вагітності, зумовлені тими ж факторами, що й викидні (пізні токсикози вагітності, багатоплідна вагітність), але плід життєздатний.
Нерідкими є ускладнення: передчасне та раннє відходження вод, слабкість родової діяльності, швидкі пологи при непідготовлених родових шляхах, розриви шийки матки, кровотечі під час пологів, особливо післяпологові. У плода часто розвивається асфіксія, внутрішньочерепна травма. Зустрічаються випадки мертвонародження.
При ризику передчасних пологах (біль унизу живота, незначні кров'янисті виділення) вагітну направляють до стаціонару. Призначають постільний режим, вітаміни та засоби, що призупиняють скорочення матки, заспокійливі. При слабкості родової діяльності стимулюють її, проводять профілактику асфіксії плоду. Особливу увагу звертають на виведення голівки, тому що при стрімкому просуванні може виникнути внутрішньочерепна травма. При народженні дитині профілактично застосовують апаратне дихання. Проводиться профілактика гіпотонічної кровотечі.

### Запізнілі пологи
Відсутність родової діяльності після закінчення строку пологів на 14 днів. 
Об'єктивні дані — щільна голівка, можливо маловоддя, великі розміри плоду (більш високе стояння матки, посилення руху плоду). Підтверджується діагноз після пологів: кістки черепа новонародженого щільні, шви та тім'ячка вузькі, нігті виступають за фаланги, шкіра дещо сухувата, мацерована, у плаценті ділянки петрифікації. При цьому присутня небезпека асфіксії плоду та родової травми та ускладнення пологів (слабкість родової діяльності, передчасне виливання навколоплідних вод, гіпотонічна кровотеча).
Якщо у І періоді пологів виявляються ознаки гіпоксії плоду, особливо при перших пологах у зрілому віці, при вузькому тазі, стійкій слабкості родової діяльності, показаний кесарів розтин.

### Післяпологова кровотеча[en]
Зниження тонусу та скорочувальної здатності матки (атонія або гіпотонія) може настати при перерозтягненні матки у зв'язку із багатоводдям, багатопліддям, великим плодом, переповненням сечового міхура, недорозвиненням матки внаслідок інфантилізму. Зниження скорочувальної здатності матки викликають зміни у стінці матки (міоми, наслідки запальних процесів) і викликають кровотечу.
Первинна пологова кровотеча, зазвичай зовнішня, виникає одразу після народження плоду. Дуже швидко жінка може втратити 600–1000 мл крові та більше. Значно рідше кров накопичується у порожнині матки, тоді про неї свідчать ознаки гострої анемії та збільшені розміри матки. Шкіра та видимі слизові оболонки бліді, артеріальний тиск низький, пульс частий, запаморочення, дзвін у вухах, потемніння в очах. Особливо небезпечною є крововтрата для жінок, які до пологів мали анемію, знижений АТ, нефропатію.
Дуже часто причиною післяпологових кровотеч є неправильне ведення післяпологового періоду: розминання та масаж черевної стінки та матки, потягування за пуповину до відокремлення плаценти. Погане скорочення матки зумовлене й затримкою частини плаценти. Іноді кровотеча у цей період пов'язана із порушенням механізму зсідання крові — гіпо- та афібриногенемією.
Пізні (вторинні) післяпологові кровотечі виникають через 24 годни після пологів, іноді пізніше, до 12 тижнів після пологів. Найчастіше через затримку частини плаценти, рідше — затримку оболонок та інфекцію. Перебіг різноманітний — кровотеча, погане скорочення матки, зіяння зіва, іноді підвищення температури.

## Післяпологові ускладнення
ВООЗ описує післяпологовий період як найбільш критичний і водночас найбільш занедбаний етап у житті матерів і немовлят. Більшість смертей матерів і новонароджених припадає на післяпологовий період. Через 2 до 6 тижнів після пологів 87—94 % жінок повідомляють про принаймні одну проблему зі здоров'ям. Про тривалі проблеми зі здоров'ям (зберігаються після півроку по пологах) повідомляють 31 % жінок.

## Пологи у тварин
Пологи тварин відбуваються за 3 періоди: підготовчий, народження плоду та виділення посліду.
Здебільшого пологи у тварин відбуваються вночі або вранці. За кілька днів до них у самиць розслаблюються зв'язки таза, зову[прояснити], статеві органи набрякають, статева щілина збільшується, виділяється тягучий прозорий слиз, з'являється молозиво, дрібні тварини готують «гнізда до родів».
У підготовчий період (триває 1—72 години) розкривається шийка матки і змінюється положення плоду. Самиця непокоїться, часто випускає сечу. Період народження плоду триває від 5 хвилин до 4 годин залежно від виду тварин. При багатоплідній вагітності інтервал між народженням двох плодів коливається від 15 хвилин до 15 годин. Період виділення посліду триває від 30 хвилин до 6—8 годин. У свиней послід виділяється після народження всіх поросят; у собак і котів — з кожним плодом.